# Virginia de' Medici
Virginia de' Medici (Firenze, 29 maggio 1568 – Modena, 15 gennaio 1615) era la figlia di Cosimo I de' Medici e della moglie morganatica Camilla Martelli, nata dopo che il padre Cosimo aveva ceduto il governo al figlio Francesco I.
I genitori si sposarono solo nel 1570; quindi Virginia fu inizialmente illegittima e venne legittimata solo in seguito "per subsequens".

## Biografia
Dopo che i negoziati per maritarla a uno Sforza fallirono, il 6 febbraio 1586 sposò il duca Cesare d'Este. Virginia visse a Ferrara e diverse volte tornò in Toscana in alcune occasioni speciali, come il matrimonio di suo fratello Ferdinando con Cristina di Lorena (1589) o il battesimo di Cosimo II (aprile 1592). Quando suo marito perse Ferrara, si trasferì a Modena con la corte (15 gennaio 1598).
Dopo circa dieci anni di matrimonio manifestò i primi segni della pazzia che l'accompagnarono fino alla morte, avvenuta nel 1615. Fu sepolta a Modena, nella chiesa di San Vincenzo.

## Discendenza
Dall'unione tra Virginia e Cesare nacquero nove figli:
1. Giulia (26 aprile[1] 1588-1645);
2. Laura (1590-1630);
3. Alfonso (1591-1644), duca di Modena e Reggio dal 1628;
4. Luigi (1594-1664), marchese di Scandiano e Montecchio;
5. Anna Eleonora (1597-1661), monaca nel convento di Santa Chiara di Carpi col nome di suor Angela Caterina ;
6. Ippolito Geminiano (15 agosto[2] 1599-1647);
7. Niccolò Pietro (1601-1640);
8. Borso (1605-1657);
9. Foresto (4 gennaio 1607[3]-1639);

## Ascendenza
|                           |                   |                                | Genitori              |  |  | Nonni |  |  | Bisnonni             |  |  | Trisnonni                |  |
|                           |                   |                                |                       |  |  |       |  |  | Giovanni il Popolano |  |  | Pierfrancesco il Vecchio |  |
|                           |                   |                                |                       |  |  |       |  |  | Giovanni il Popolano |  |  | Pierfrancesco il Vecchio |  |
|                           |                   | Laudomia Acciaiuoli            |                       |  |  |       |  |  | Giovanni il Popolano |  |  |                          |  |
| Giovanni dalle Bande Nere |                   |                                |                       |  |  |       |  |  | Giovanni il Popolano |  |  |                          |  |
|                           |                   | Caterina Sforza                | Galeazzo Maria Sforza |  |  |       |  |  |                      |  |  |                          |  |
|                           |                   | Caterina Sforza                | Galeazzo Maria Sforza |  |  |       |  |  |                      |  |  |                          |  |
|                           |                   | Caterina Sforza                | Lucrezia Landriani    |  |  |       |  |  |                      |  |  |                          |  |
| Cosimo I de' Medici       |                   | Caterina Sforza                |                       |  |  |       |  |  |                      |  |  |                          |  |
|                           |                   | Jacopo Salviati                | Giovanni Salviati     |  |  |       |  |  |                      |  |  |                          |  |
|                           |                   | Jacopo Salviati                | Giovanni Salviati     |  |  |       |  |  |                      |  |  |                          |  |
|                           |                   | Jacopo Salviati                | Elena Gondi           |  |  |       |  |  |                      |  |  |                          |  |
| Maria Salviati            |                   | Jacopo Salviati                |                       |  |  |       |  |  |                      |  |  |                          |  |
|                           |                   | Lucrezia di Lorenzo de' Medici | Lorenzo de' Medici    |  |  |       |  |  |                      |  |  |                          |  |
|                           |                   | Lucrezia di Lorenzo de' Medici | Lorenzo de' Medici    |  |  |       |  |  |                      |  |  |                          |  |
|                           |                   | Lucrezia di Lorenzo de' Medici | Clarice Orsini        |  |  |       |  |  |                      |  |  |                          |  |
| Virginia de' Medici       |                   | Lucrezia di Lorenzo de' Medici |                       |  |  |       |  |  |                      |  |  |                          |  |
|                           | Domenico Martelli | …                              |                       |  |  |       |  |  |                      |  |  |                          |  |
|                           | Domenico Martelli | …                              |                       |  |  |       |  |  |                      |  |  |                          |  |
|                           | Domenico Martelli | …                              |                       |  |  |       |  |  |                      |  |  |                          |  |
| Antonio Martelli          | Domenico Martelli |                                |                       |  |  |       |  |  |                      |  |  |                          |  |
|                           |                   | Fioretta Pitti                 | …                     |  |  |       |  |  |                      |  |  |                          |  |
|                           |                   | Fioretta Pitti                 | …                     |  |  |       |  |  |                      |  |  |                          |  |
|                           |                   | Fioretta Pitti                 | …                     |  |  |       |  |  |                      |  |  |                          |  |
| Camilla Martelli          |                   | Fioretta Pitti                 |                       |  |  |       |  |  |                      |  |  |                          |  |
|                           |                   | Niccolò Soderini               | …                     |  |  |       |  |  |                      |  |  |                          |  |
|                           |                   | Niccolò Soderini               | …                     |  |  |       |  |  |                      |  |  |                          |  |
|                           |                   | Niccolò Soderini               | …                     |  |  |       |  |  |                      |  |  |                          |  |
| Fiammetta Soderini        |                   | Niccolò Soderini               |                       |  |  |       |  |  |                      |  |  |                          |  |
|                           |                   | Maddalena Ricasoli             | …                     |  |  |       |  |  |                      |  |  |                          |  |
|                           |                   | Maddalena Ricasoli             | …                     |  |  |       |  |  |                      |  |  |                          |  |
|                           |                   | Maddalena Ricasoli             | …                     |  |  |       |  |  |                      |  |  |                          |  |
|                           |                   | Maddalena Ricasoli             |                       |  |  |       |  |  |                      |  |  |                          |  |